# Hummingbird Medal
Die Hummingbird Medal (übersetzt: Kolibri-Medaille) ist eine Staatsauszeichnung in Trinidad und Tobago. Der Orden wird seit 1969 an Menschen verliehen, die sich um den Staat oder um andere Menschen verdient gemacht haben. Sowohl an Staatsbürger Trinidad und Tobagos als auch an Menschen aus anderen Staaten kann die Medaille verliehen werden. Pro Jahr dürfen maximal 15 Personen mit der Medaille ausgezeichnet werden, wobei diese Anzahl meist unterschritten wird.

## Aussehen
Das Band der Medaille ist in den Farben Rot, Blau, Weiß und Schwarz gehalten, wobei sich in der Mitte ein schwarzer Streifen befindet, der links und rechts von dünnen weißen Streifen von den darauffolgenden roten Streifen getrennt ist. Am linken und rechten Rand findet sich ein blauer Streifen.
Die Medaille selbst ist kreisrund und wird in Gold, Silber und Bronze verliehen.